# James H. Baker

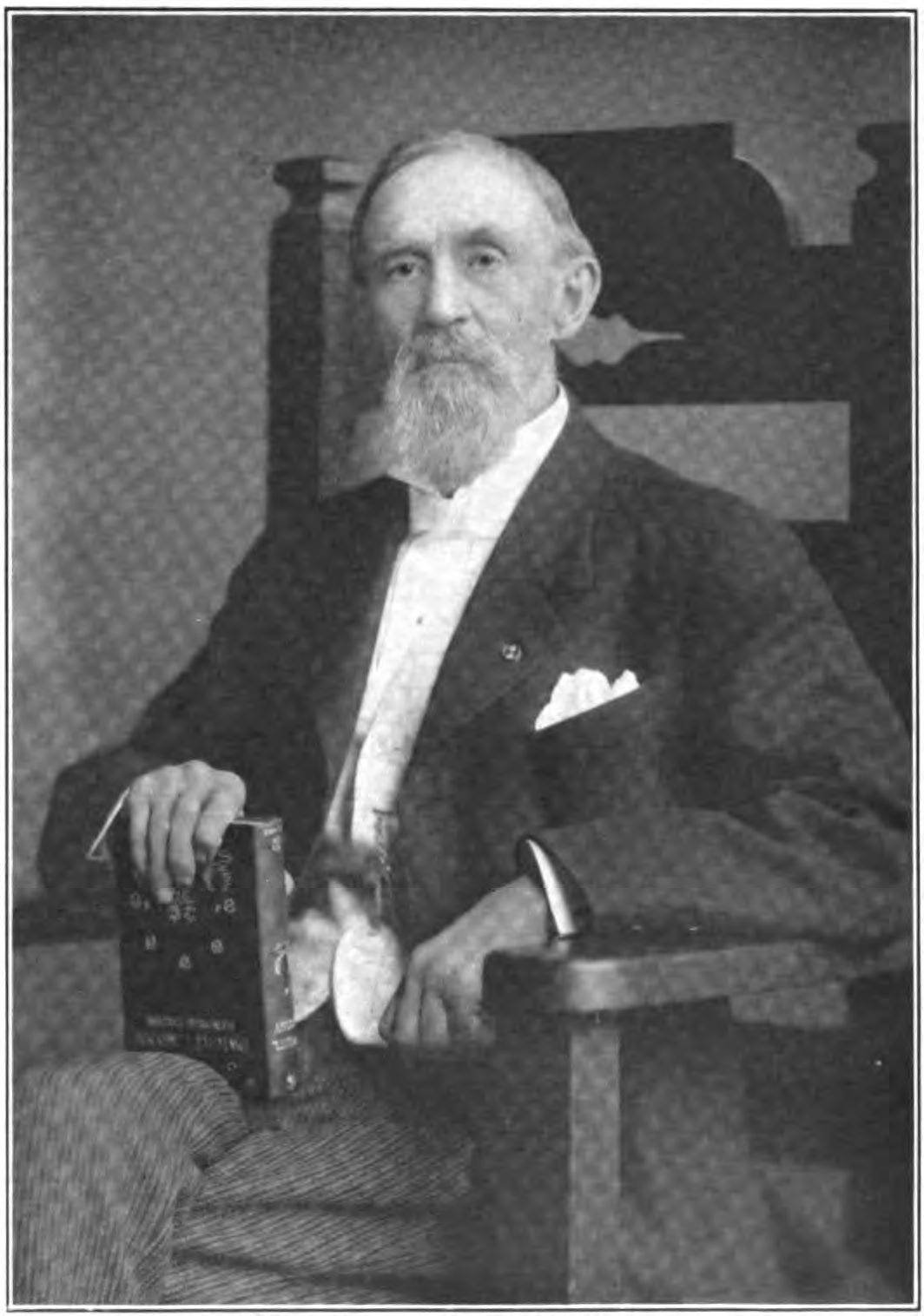
James H. Baker

James Heaton Baker (* 6. Mai 1829 in Monroe, Ohio; † 25. Mai 1913 in Mankato, Minnesota) war ein US-amerikanischer Offizier und Politiker. Er war von 1856 bis 1858 Secretary of State von Ohio und von 1860 bis 1862 Secretary of State von Minnesota.

## Werdegang
James Heaton Baker wurde 1829 im Butler County geboren und wuchs dort auf. Er besuchte Gemeinschaftsschulen. Danach graduierte er an der Ohio Wesleyan University. Baker wurde Lehrer und leitete das Female Seminary in Richmond (Indiana). 1853 erwarb er die Scioto Gazette in Chillicothe (Ohio). Baker wurde 1855 zum Secretary of State von Ohio gewählt und bekleidete den Posten eine zweijährige Amtszeit lang. Zwischen 1860 und 1862 war er als Secretary of State von Minnesota tätig.
Während des Bürgerkrieges diente er zwischen 1862 und 1863 als Colonel in der 10. Minnesota Volunteer Infantry in der Unionsarmee. Baker wurde zum Provost Marshal ernannt, verantwortlich für das Department of Missouri, und bekleidete den Posten bis zum Ende des Krieges. Er musterte am 21. Oktober 1865 bei den Volunteers aus. In Anerkennung seiner Dienste nominierte Präsident Andrew Johnson ihn dann am 13. Januar 1866 für den Erhalt des Dienstgrades des Brevet-Brigadegenerals rückwirkend zum 13. März 1865. Der US-Senat bestätigte am 12. März 1866 seine Ernennung.
Nach dem Ende des Krieges wurde Baker zum Register of Public Lands in Missouri Federal Land Office in Boonville ernannt – eine Tätigkeit, welche er zwei Jahre lang verrichtete. Danach zog er auf eine Farm in Minnesota. Baker wurde dann durch Präsident Ulysses S. Grant zum Commissioner of Pensions ernannt und bekleidete den Posten zwischen 1871 und 1875. Er verstarb am 25. Mai 1913 in Mankato und wurde dann auf dem Glenwood Cemetery beigesetzt.

## Familie
James Heaton Baker war mit Rose Lucia Thurston (1824–1873) verheiratet, Tochter von Mary B. Morse (1803–1876) und Reuben Harris Thurston (1806–1880). Das Paar hatte mindestens zwei Söhne: Arthur Heaton (1852–1896) und Harry Edgar (1854–1920).

## Werke
- 1908: Minnesota Historical Society Collections